# Halothamnus oxianus
Halothamnus oxianus är en amarantväxtart som beskrevs av Viktor Petrovitj Botjantsev. Halothamnus oxianus ingår i släktet Halothamnus och familjen amarantväxter. Inga underarter finns listade i Catalogue of Life.